# قلعة هاول المتحركة
قصر هاول المتحرك (باليابانية: ハウルの動く城, هاورو نو أُغوكو شيرو) و(بالإنجليزية: Howl's Moving Castle) هو فيلم رسوم متحركة (أنمي)، ترشح لجائزة أوسكار أفضل فيلم رسوم متحركة، استند في قصتهِ على رواية خيالية كتبتها المؤلفة البريطانية دينا وين جونز عام 1996. تم إنتاج الفيلم في اليابان عام 2004، وهو من إخراج هاياو ميازاكي. بلغت ايردات الفيلم في سينما اليابان أكثر من ثلاثين مليار ين (292 مليون دولار أمريكي)، بينما بلغت ايراداته حوالي 10 ملايين دولار في السينما الأمريكية.

## قصة الفيلم
القصة عن شابة صغيرة ذات شعر بني اسمها صوفي هي الكبرى بين أخواتها، تدير مع اختها الوسطى محلا لبيع القبعات في مملكة انغاري السحرية. وفي أحد الليالي المظلمة تلتقي صوفي بساحرة البراري التي تقوم بسرقة شبابها وتحويلها إلى عجوز في التسعين من العمر. لم تشأ صوفي ان تراها أمها ولا اخواتها بذلك المظهر فتقرر الذهاب إلى البراري على أمل أن تجد من يفك عنها السحر الذي وضع عليها وهناك تلتقي بفزاعة مسحوره تقودها إلى قلعة هاول فتدخل صوفي إلى تلك القلعة وتتابع الاحداث والمغامرات الشيقه معها ومع ساكني هذه القلعة العجيبه.

## الممثلون والشخصيات
- تشيكو بايشو قامت بأداء صوت صوفي.
- تاكويا كيمورا قام بأداء صوت هاول.
- آكيهيرو ميوا قامت بأداء صوت ساحرة النفاية.
- تاتسويا قاشوين قام بأداء صوت العفريت كالسفير.
- ريونوسوكي كاميكي قام بأداء صوت ماركل.
- هاروكو كاتو قامت بأداء صوت الملكة ساليمان.
- يو أوزيمي قام بأداء صوت رأس الفجل/الأمير جاستين.

## وصلات خارجية
- قلعة هاول المتحركة على موقع IMDb (الإنجليزية)
- قلعة هاول المتحركة على موقع ميتاكريتيك (الإنجليزية)
- قلعة هاول المتحركة على موقع الموسوعة البريطانية (الإنجليزية)
- قلعة هاول المتحركة على موقع روتن توميتوز (الإنجليزية)
- قلعة هاول المتحركة على موقع نتفليكس (الإنجليزية)
- قلعة هاول المتحركة على موقع ألو سيني (الفرنسية)
- قلعة هاول المتحركة على موقع Turner Classic Movies (الإنجليزية)
- قلعة هاول المتحركة على موقع أول موفي (الإنجليزية)
- قلعة هاول المتحركة على موقع بوكس أوفيس موجو (الإنجليزية)
- قلعة هاول المتحركة على موقع فيلمافينيتي (الإسبانية)
- الموقع الرسمي للفيلم